# Joan Rovira i Cervera
Joan Rovira i Cervera (Fogars de Montclús, 1928) és empresari agrícola i va ser alcalde de Fogars de Montclús entre els anys 1983 i 1987.
Joan Rovira és el propietari de Can Rovira, una explotació agrària del nucli de la Costa de Montseny. Descendeix d'una família molt vinculada a l'administració municipal de Fogars: el seu besavi Esteve Argemí i Puig va ser alcalde en el període 1923-1924 i regidor en l'any 1930; el seu avi, Joan Rovira i Bruguera, presidí el consisteri diverses vegades (1916-1920, 1922-1923, 1930), i el seu pare Esteve Rovira i Argemí fou regidor durant els anys 1943-1953. Rovira i Cervera entrà al consistori com a regidor molt jove, l'any 1953. Posteriorment, va ser tinent d'alcalde del consistori de 1979. En les següents eleccions es presentà per CDC i va ser escollit alcalde pel període del 8 de maig del 1983 al 30 de juny del 1987. En el seu mandat es van construir els locals socials i les depuradores dels nuclis de Mosqueroles i de la Costa del Montseny, i es va cedir al Servei de Parcs Naturals de la Diputació de Barcelona la carretera de la Costa a Montseny perquè aquest organisme l'asfaltés i en tingués cura del manteniment.
Ultra la seva tasca de gestió municipal, Rovira va ser jutge de pau de Fogars de Montclús de l'any 1972 al 1979 i presidí la "Societat de Caçadors de Fogars i Campins" des de l'any 1988 fins al 1996.